# Rasco
Kieda Brewer, conocido profesionalmente como Rasco (un acrónimo de "Realistic, Ambitious, Serious, Cautious, and Organized"; en español, "Realista, Ambicioso, Serio, Cauto y Organizado"), es un rapero de San Mateo, California (EE. UU.), cuyas primeras rimas fueron producidas por el estudio Stones Throw Records. Forma parte, junto con Planet Asia, del grupo de rap californiano Cali Agents.

## Discografía

### Álbumes
- 1998 Time Waits for No Man (Stones Throw)
- 1999 The Birth EP (Copasetik)
- 2000 20,000 Leagues Under the Street, Vol. 1 (Pockets Linted)
- 2001 Hostile Environment (Copasetik)
- 2003 Escape From Alcatraz
- 2003 Presents Hip-Hop Classics, Vol. 1 (Copasetik)
- 2004 The Minority Report (Pockets Linted)
- 2006 Fire and Ice
- 2008 Global Threat